# Balázs Megyeri
Balázs Megyeri (* 31. března 1990, Budapešť) je maďarský fotbalový brankář hrající za klub Olympiakos Pireus.

## Klubová kariéra
S fotbalem začínal v Ferencvárosi TC, léta 2007–2008 strávil v mládežnickém týmu anglického klubu Bristol City FC. Poté se vrátil do Ferencvárose, kde se zařadil do A-mužstva.
V červnu 2010 odešel do řeckého klubu Olympiakos Pireus.

## Reprezentační kariéra
Reprezentoval Maďarsko v mládežnických kategoriích.
Zúčastnil se Mistrovství světa hráčů do 20 let 2009 v Egyptě, kde mladí Maďaři získali bronzové medaile.